# Династія Юань
Династія Юань (кит.: 元朝, піньїнь: Yuán Cháo; монг. , Dai Ön Ulus, Дай Юан Улс; 1271—1368), офіційно Велика держава Юань чи Велика Монгольська держава (монг. Дай Өнь Их Монгол Улс, Их Юань Улс) — за китайською тенденційною історіографією, імператорська династія в Монголії і Китаї 13 — 14 століття монгольського (тюркського) походження. Постала після проголошення хана Хубілая Імператором у 1271 році і була знищена силами китайських повстанців у 1368 році.
Протягом своєї історії Юань намагалася відродити Імперію Чингіз-хана. Вела курс на встановлення свого верховенства над іншими державами Чингізидів, а також сусідніми країнами, такими як Південна Сун, В'єтнам, Корея і Японія.
Знищена Чжу Юаньчжаном після повстання червоних пов'язок 1351–1366 років.
Династія Юань (китайська : 元朝 ; піньінь: Yuan Chao), офіційно Великий Юань (китайська : 大元 ; піньінь: Da Yuan, монгольська: Yehe Yuan Ulus) — це була імперія або правляча династія в Китаї, встановлена Хублай Ханом, лідером "монгольського" Борджигінського клану. Хоча т. зв. монголи правили територіями, включаючи сьогоднішній Північний Китай, протягом багатьох десятиліть, так не було до 1271, поки Хубілай Хан офіційно не проголосив династію в традиційному китайському стилі, і завоювання не було завершено до 1279. З цього питання, його царство відрізнялось від інших ханств і контролювало більшу частину території сучасного Китаю і прилеглі до нього райони, в тому числі сучасної Монголії. Це була перша династія, яка правила на території теперішнього Китаю і проіснувала до 1368, після повстань правителі відійшли на північ і продовжували правити т. зв. династією Північної Юань. 
Це було ханство, яким правили наступники Монгк Хана після поділу монгольської імперії. В офіційній китайській історії династія Юань носила мандат Неба, після династії Сун і перед наступною династією Мін. Династія була заснована Хублай Ханом, але він записав свого діда Дженіс Хана (Чингісхана) на імперських записах як офіційного засновника династії. Хубілай оголосив ім'я нової династії як Велика Юань і стверджував спадкоємність колишніх династій, які існували на теренах сучасного Китаю, з трьох правителів і п'яти імператорів в династії Тан.
На додаток про імператора Китаю, Хублай Хан також затвердив титул Великого Хана, верховним над іншими правонаступниками ханств: Чагатая, Золотої Орди, і Держави Хулагуїдів. Таким чином, Юань також іноді називають імперією Великого Хана. Однак, в той час, як затвердження переваг імператора Юаня було частково визнано західними ханами, їх залежність була номінальною, і кожен продовжував розвиватись окремо.

## Історія

### Передісторія

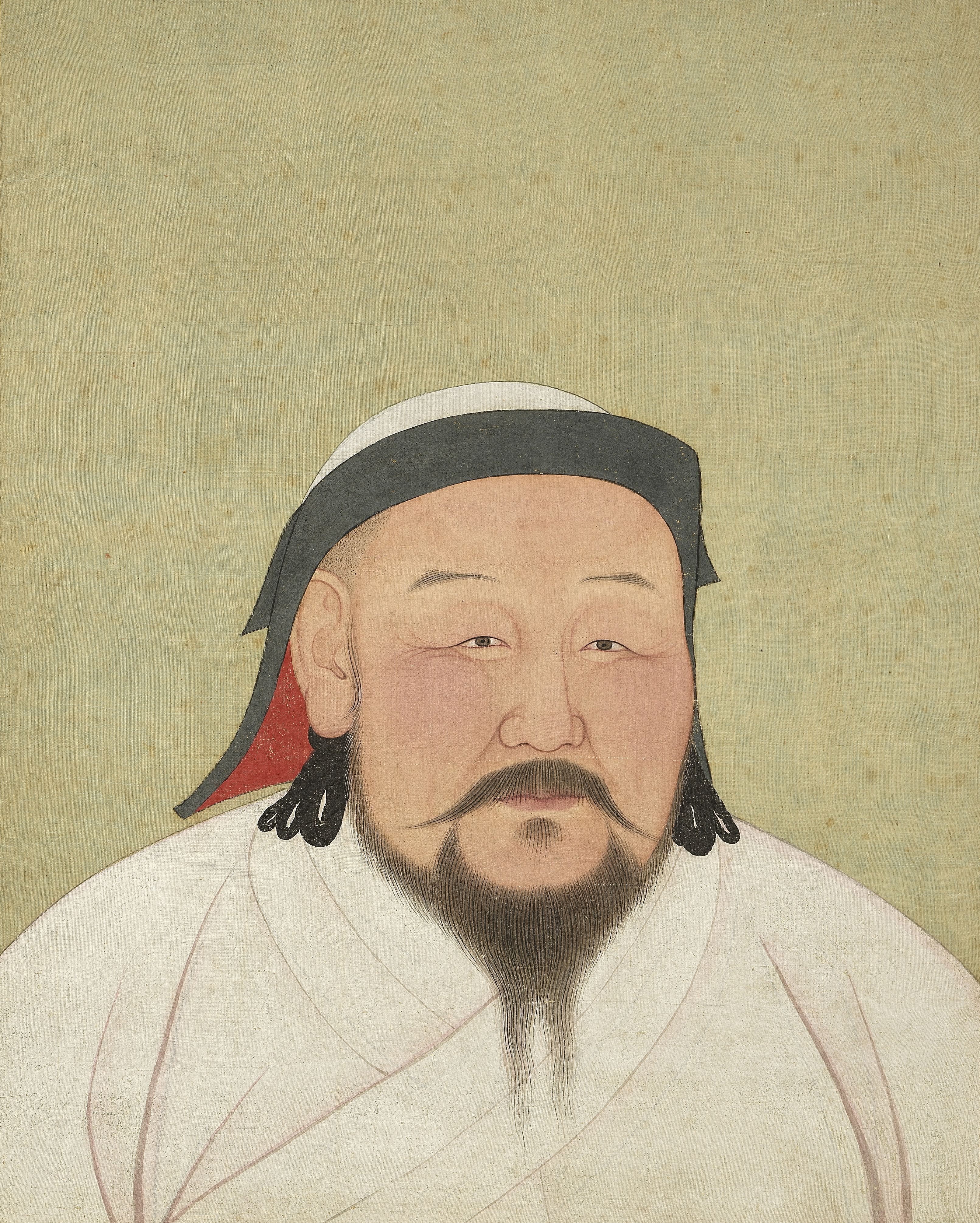
Хубілай

У 1259 році, коли помер великий хан Мунке, його брат Хубілай воював з імперією Сун у Південному Китаї, а Аріг-Буга, їхній третій брат, керував монгольськими землями («корінним юртом»). Курултай, що відбувся в Каракорумі, столиці Монгольської імперії, проголосив Аріг-Бугу великим ханом. Дізнавшись про це, Хубілай перервав свою китайську кампанію. Він зібрав інший курултай у своїй ставці в місті Кайпін (Шанду в сучасній Внутрішньої Монголії), і в 1260 році був проголошений великим ханом. Тим не менш, збори, скликані Хубілаєм, вважаються незаконними з точки зору монгольської традиції успадкування трону: держава вже мала законного великого хана, Аріг-Буга, що перебував у споконвічній столиці
. Крім того, вказується, що Хубілай широко використовував підкуп князів.
Хубілай оголосив Аріг-Бугу узурпатором і, за китайським звичаєм, проголосив девіз правління «Чжунтун». Відповідно до китайської історичної традиції Хубілай отримав титул імператора (хуан-ді), хоча китайська династія Сун у той час ще пручалася йому в Південному Китаї. У 1261–1264 роках він воював проти Аріг-Буги, і в кінцевому підсумку Аріг-Буга зазнав поразки і здався Хубілаю. У Хубілая більше не залишилося суперників.
Однак правителі Улус Джучі і Чагатайського улусу не визнали Хубілая великим ханом. Конфлікти між Хубілаєм і Хайду, що відновив улус Угедея, тривали протягом кількох десятиліть, аж до початку XIV століття. Хулагу, ще один брат Хубілая, який керував своїм Ільханством, приносив присягу великому хану, але насправді створив автономну державу, а після воцаріння в 1295 роках Газа-хана наступник Хубілая Темур відправив йому печатку, яка давала формальні повноваження заснувати державу і правити його народом. Чотири улуси ніколи більше не об'єднувалися під загальним правлінням, хоча великих ханів визнавали правителі держави Хулагуїдів і Золотої Орди — найбільших уламків імперії.

### Підстава династії
Хубілай-хан перейняв багато звичаїв від попередніх китайських династій. З ранніх років у нього було кілька китайських наставників. Вони не тільки пояснювали йому китайську історію та ідеологію, а й постійно давали поради з питань управління.
Після перемоги у війні проти Аріг-Буги Хубілай почав правління з великою впевненістю в собі. У 1264 році він переніс свою штаб-квартиру ближче до колишньої столиці імперії Цзінь. У 1266 році він наказав побудувати нову столицю на місці, яке в даний час займає місто Пекін. У період Цзінь місто називалося Чжунду, а в 1272 році воно стало відоме як Даду по-китайськи, Дайду для монголів і Ханбалик для тюрків. Ще в 1264 році Хубілай вирішив змінити девіз правління з Чжунтун (中統) на Чжиюань (至元). Прагнучи панувати над усім Китаєм і претендуючи на небесний мандат, Хубілай проголосив у 1271 році нову династію Юань, яка згодом стала першою неханьською династією, яка правила всім Китаєм. У 1272 році Даду офіційно стало столицею династії Юань.
На початку 1270-х Хубілай почав масований наступ проти династії Сун в Південному Китаї. До 1273 року Хубілай блокував Янцзи флотом і посилив натиск на Сян'ян, останню перешкоду для захоплення багатого басейну Янцзи. В 1275 році армія в 130 000 чоловік під командуванням Цзя Сида зазнала поразки від Юань. До 1276 більша частина території Південної Сун була захоплена Юанем. В 1279 році Юаньська армія під командуванням китайського генерала Чжана зломила останній опір в битві при Гуанчжоу, що знаменує собою закінчення Південної Сун і початок єдиного Китаю. Династії Юань традиційно віддають належне за возз'єднання Китаю після кількох сотень років поділу, з часів пізньої династії Тан.
Після заснування династії Хубілай-хан опинився під тиском багатьох радників, які вимагали подальшого розширення сфери впливу Юань через вибудовування традиційної китаєцентристської системи данинних відносин. На це було витрачено велику кількість людських і фінансових ресурсів. Тим не менш, спроби встановити такі відносини отримали відсіч, і експедиції до Японії (1274 і 1281), В'єтнаму (двічі в 1280-е), і на Яву (1293) не мали успіху. Хубілай заснував маріонеткову державу в М'янмі, що викликало анархію, а також багато проблем в цьому регіоні.
Дженіс Хан об'єднав монгольські та тюркські племена степів і став великим ханом в 1206 році. Він і його наступники розширили Монгольську імперію по всій Азії. Під час правління третього сина Чингісхана, Оджеда Хана, монголи знищили ослаблену династію Цзінь в 1234 році, завоювавши більшу частину Північного Китаю. Угедею запропонував свого племінника Хублая в позиції Хебей. Хубілай не знав китайської мови, але було кілька ханських китайських вчителів, приєднані до нього з ранніх років його мамою Соргагтані. Він звернувся за допомогою до Китайських Буддійських і Конфуціанських радників. Монгк Хана успадковував син Угедея, Гуюк, як Великий Хан в 1251 рік. Він надав своєму брату Хубілаю контроль над монгольськими територіями в Китаї. Хубілай побудував школи для Конфуціанських вчених, почав випускати паперові гроші, відродив китайські ритуали, і схвалив політику, яка стимулювала сільсько-господарське та комерційне зростання. Він прийняв Кайпінг, як  свою столицю, в Внутрішній Монголії, пізніше перейменовано в Шанду.
Багато китайських ханів і кидань перейшли на бік монголів у боротьбі проти Цзінь. Два китайських лідери Хань Ши Тінзе та Лю Хеіма і Киаднь Сяо Жала дезертирували і командували 3 Тумени Монгольської армії. Лю Хеіма та Ши Тінзе служили в  Хана Угедея. Було 4 тумени хана і 3тумени кидана, кожен тумен, що складається з 10 000 військовослужбовців.
Монгк Хан почав військову кампанію проти китайської династії Сун на півдні Китаю. Монгольські сили, що вторглися на південь Китаю, були набагато більше, ніж сили, які вони послали, щоб вторгнутися на Близький Схід в 1256. Він помер в 1259 році без спадкоємця. Хубілай повернувся з бою Пісня в 1260 році, коли він дізнався, що його брат, Аріг-Бугу, оскаржував свої домагання на трон. Хубілай скликав курултай в Кайпінгі, який обрав його великий хан. Суперник курултаї в Монголії проголосив Аріг-Буга Великим Ханом та початок громадянської війни. Хубілай залежив від співпраці його китайських підданих, щоб його армія отримала значні ресурси. Він зміцнив свою популярність серед своїх підданих шляхом моделювання його уряду на бюрократії традиційних китайських династій і прийняттям китайської назви епохи Жонгтон. Аріг-Буг був утруднений недостатніми поставками і здався в 1264. Всі три західні ханства ставали функціонально-автономними, хоча тільки Ільхана дійсно визнав Хубілая Великим Ханом. Громадянська війна остаточно розділила Монгольську імперію.
ПРАВИЛО ХУБЛАЙ ХАНА
Ранні роки
Нестабільність збентежила перші роки правління Хубілай-хана. Онук Угедея Хайду відмовився підкорюватися Хубілаю і загрожував західному кордону області Хубілая. Ворожа, але ослаблена династія Сун залишалася перешкодою на півдні. Хубілай забезпечив кордон на північному сході в 1259, встановивши заручником князя Вонйог, як правителя Кореї, що робить його данником монгольської держави. Хубілай також був під загрозою внутрішнього хвилювання. Чи Тан, син в законі потужного чиновника, спровокував повстання проти монгольського панування в 1262 році, після успішного придушення повстання, Хубілай приборкав вплив китайських радників в своєму дворі. Він боявся, що його залежність від китайських чиновників, залишить його вразливим для майбутніх повстань і дезертирства до бою з Сун.
Урядом Хубілая в 1262 був зроблений компроміс між збереженням монгольських інтересів в Китаї і задоволення потреб своїх китайських підданих. Він встановив реформи, запропоновані китайськими радниками за рахунок централізації бюрократії, розширення обороту паперових грошей, і підтримка традиційних монополії на сіль і залізо. Він відновив Секретаріат Імперії і залишив місцеву адміністративну структуру минулих китайських династій незмінною. Тим не менше, Хубілай відкинув плани по пожвавленню конфуціанських імператорських іспитів і розділив Юаньське суспільство на три, пізніше чотири, ранги між китайцями. Китайські радники Хубілая, як і раніше володіли значною владою в уряді, але їх офіційний ранг був туманним.
ЗАСНУВАВШИ ДИНАСТІЮ
Хубілай приготував перенесення монгольської столиці з Каракоруму в Монголії до Ханбалик у 1264 році, побудував нове місто недалеко від колишньої чжурчженьської столиці Жонгди, тепер сучасний Пекін, в 1266 році. У 1271 році Хубілай офіційно затвердив Мандат Неба і оголосив, що 1272 був перший рік Великої Юані (китайський: 大元) в стилі традиційної китайської династії. Назва династії походить від I Ching і описує «походження всесвіту» або «первинної сили». Хубілай проголосив Ханбалик «Великою Столицею» або Daidu (Даду, китайський: 大都) династії. Назву ери було змінено на Чжиюань, щоб сповістити нову еру китайської історії. Ухвалення династичного імені узаконено монгольським пануванням шляхом інтеграції уряду в описовій частині традиційної китайської політичної спадкоємності. Хубілай викликав свій громадський імідж як шавлія імператора, слідуючи ритуалам конфуціанської пристойності і шанування предків, одночасно зберігаючи своє коріння як лідера з степів. Хубілай Хан сприяв комерційному, науковому і культурному зростанню. Він підтримував купців Шовкового шляху торговельної мережі, шляхом захисту монгольської поштової системи, будівництва інфраструктури, надання кредитів, які фінансуються торгові каравани, а також заохочення обігу паперових банкнот. Хубілай розширив Гранд — канал від південного Китаю до Дайду на півночі. Монгольське правило було космополітичним. Він привітав іноземних гостей до свого двору, наприклад, венеційський купець Марко Поло, який написав найвпливовіший європейський обліковий запис Юань Китаю. Мандрівк Марко Поло пізніше надихне багато інших, як Христофор Колумб. У Південній династії Суна нащадок Конфусіус в Цюйфу, герцог Яншег Конг Дюаню біг на півдні до Цюйчжоу. З цього часу аж до династії Юань, були два Дюан Яншегів один на півночі в Цюйфу, а інший на півдні в Цюйчжоу. Запрошення повернутися в Цюйфу було продовжено до південного князя Дюан Яншега династії Юань імператором Хубілай — ханом. Назву було прийнято від південної гілки після Конг Жи відхилив запрошення, так що північна гілка родини зберегла титул герцог-Яншег. Південна гілка все ще залишалася в Цюйчжоу, де вони жили до цих пір.
ВІЙСЬКОВІ ЗАВОЮВАННЯ
Після зміцнення свого уряду в північному Китаї, Хубілай проводив експансіоністську політику відповідно до традиції монгольського і китайського імперіалізму. Він відновив масовий похід проти династії Сун на півдні. Хубілай обложив Хуянгігд між 1268 і 1273, останню перешкоду на своєму шляху, щоб захопити багаті річки Янцзького басейну. Невдала морська експедиція була зроблена проти Японії 1274 року. Лоялісти Сун втекли зі столиці і звели на трон маленьку дитину Чжао Біна. Монголи розгромили сунців у битві Ямен в 1279 році. Імператор потонув, внаслідок чого настав кінець династії Сун. Після завоювання Сун возз'єдналися північна і південна частині Китаю в перший раз за триста років. В процесі вторгнення монголів в Китаї, багато китайців були поневолені правителями монголів. Згідно з японськими істориками Сугияма Масаакі і Фунада Йосіюкі була також певна кількість монгольських рабів, що належать хану Юань.
Уряд Хубілая зіткнувся з фінансовими труднощами після 1279 року. Війни і проекти будівництва осушили монгольську скарбницю. Зусилля по підвищенню і збору податкових надходжень страждали від корупції і політичних скандалів. Неналежні військові експедиції слідували фінансовим проблем. Друге вторгнення Хубілая Японію в 1281 році не вдалося через зловісний тайфун. Хубілай зазнав провалу його кампанії проти Аннама, Чампа, і Джава, але виграв  проти Бірми. В експедиції перешкоджали хвороби, непривітний клімат і тропічна місцевість непридатною для змонтованої війни монголів. Анни, Бірма і Чампа визнали монгольську гегемонію і встановлені притоки відносин з династією Юань.
Внутрішні чвари загрожують Хубілаю в межах його імперії. Хублай Хан заборонив важкі заколоти при його правління в Тибеті і на північному сході. Його улюблена дружина померла в 1281 році. Хубілай став похмурим і відступив від своїх обов'язків імператора. Він захворів в 1293 році, і помер 18 лютого 1294 р.

### Правління Хубілая
На відміну від своїх попередників, Хубілай заснував уряд з установами, що нагадують установи ранніх китайських династій, і провів реформи для підтримки його централізованого правління.

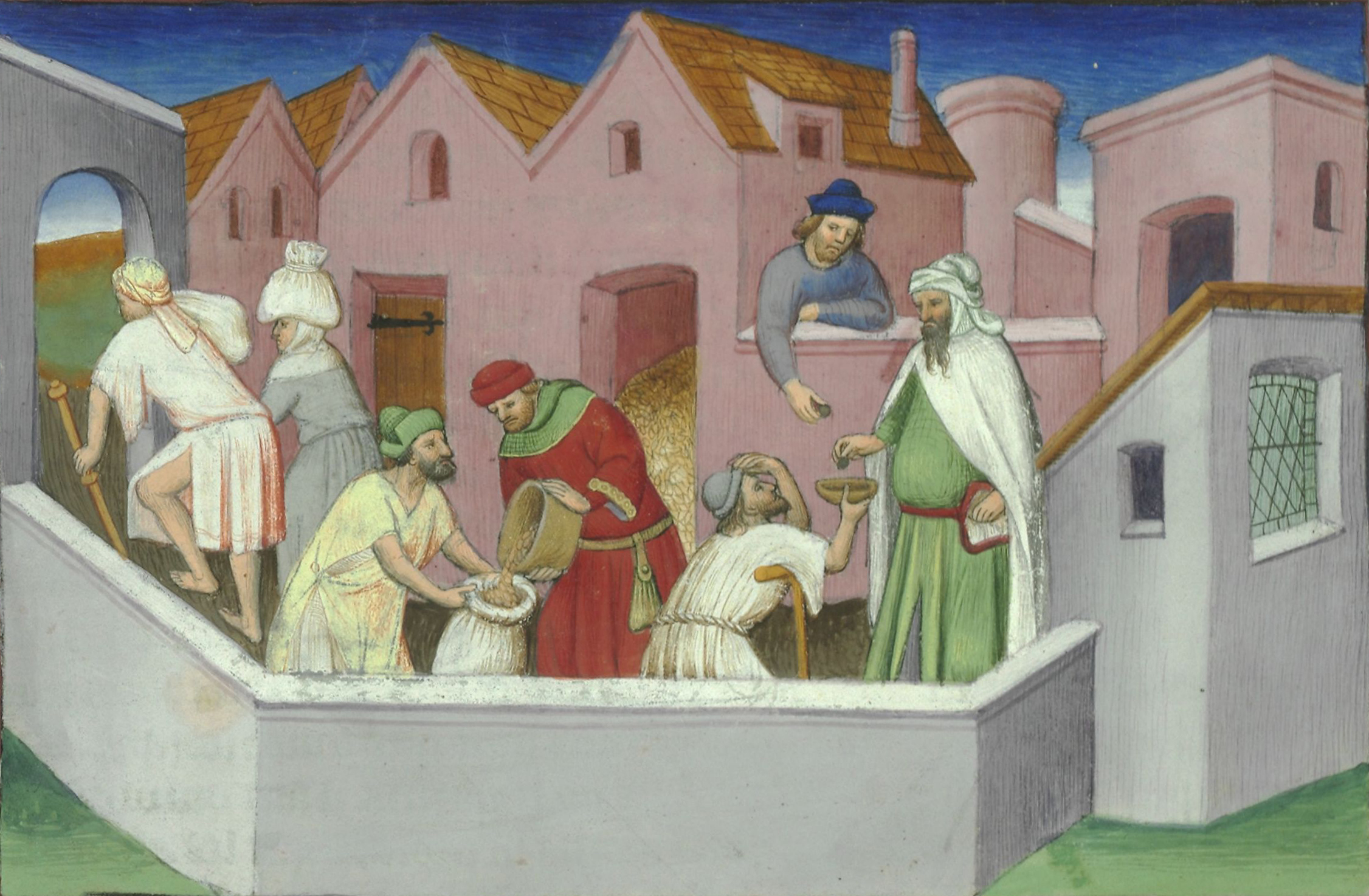
Допомога бідним в Китаї. Мініатюра з «Книги про великого хана» (бл. 1330).

Хубілай-хан зміцнив свою владу шляхом централізації уряду Китаю — роблячи себе (на відміну від його попередників) абсолютним монархом. Він розділив свою імперію на «провінції», приблизно в два-три рази більші за сучасних китайських провінцій, і ця структура уряду на рівні провінцій стала моделлю для наступних династій Мін і Цін. Хубілай-хан також реформував багато інших державних та економічних інститутів, особливо податкову систему. Він прагнув управляти Китаєм через традиційні інститути, а також визнав, що для того, щоб закони Китаю виконувалися, він повинен використовувати китайських радників і чиновників, хоча він ніколи не покладався на них повністю. Тим не менш, ханьці піддавалися дискримінації політично. Майже всі важливі центральні шляхи сполучення були монополізовані монголами. По суті, суспільство було поділене на чотири класи: монголи, сему  («різні», наприклад, мусульмани з Середньої Азії і Персії), північні китайці (ханьжень), південні китайці (наньжень). Хубілай поліпшив сільське господарство Китаю, розширивши Великий канал, дороги та громадські комори. Марко Поло доброзичливо описує його правління: звільнення населення від податків у важкі часи, будівництво лікарень та дитячих будинків, розподіл продовольства серед жебраків.
Він заохочував науку і релігію, підтримував торгівлю по Шовковому шляху, роблячи можливими контакти між китайськими технологіями та західними. Варто відзначити, що до зустрічі з Марко Поло Хубілай-хан зустрів Нікколо і Маффео Поло, батька і дядька Марко. Після бесіди з ними Хубілай виявив великий інтерес до латинської світу, особливо до християнства, і передав лист, адресований папі римському. Подорожі Марко Поло пізніше надихнуть багатьох інших, зокрема Колумба, шукати шлях в Серединне царство.

Юаньська банкнота 1287 (праворуч) і її друкована форма.

У 1273 Хубілай ввів в обіг банкноти, відомі як чао (钞). Паперові гроші випускалися і використовувалися в Китаї і до Юань; до 960 року династія Сун, відчуваючи брак міді для карбування монет, випустила перші банкноти, що перебували в загальному обігу. Проте за часів Сун паперові гроші використовували поряд з монетами. Юань була першою династією, що використала паперові гроші як переважаючий засіб обігу. При Юань банкноти виготовлялися з паперу, отриманого з кори шовковиці.
Хоча Хубілай претендував на номінальну верховну владу над іншими улусами Монгольської імперії, але цікавив його виключно Китай. З самого початку правління Хубілая три інші ханства Монгольської імперії стали де-факто незалежними і лише одне визнавало його як хагана. До моменту смерті Хубілай-хана в 1294 році цей розкол поглибився, хоча імператори Юань номінально були Великими ханами до падіння їхнього панування в Китаї.

### Спадкоємці Хубілая
Спадкування влади в династії Юань було пов'язане з труднощами і внутрішньою боротьбою. Ця проблема виникла ще наприкінці правління Хубілая. Спочатку Хубілай проголосив спадкоємцем (кит.: 皇太子) свого старшого сина Чжень-Цзіня (кит. 真 金), але він помер ще в 1285 році, до смерті Хубілая. Тому трон успадковував син Чжень-Цзін Темур (Олджейту-хан, 1294–1307). Темур залишив імперію приблизно в тому ж стані, в якому успадкував її від Хубілай, хоча його правління і не відзначено якимись особливими досягненнями. Він продовжив економічні перетворення, розпочаті Хубілаєм, і при його правлінні імперія оговталася від невдач, пов'язаних в першу чергу з поразками у В'єтнамі. Адміністрація Темура сприяла конфуціанству, і незабаром після вступу на трон Темур видав указ, яким зобов'язав вшановувати Конфуція. У той же час монгольський двір відмовився визнати всі принципи конфуціанства. Темур також відмовився від політики переслідування даосів, що проводився Хубілаєм, а в 1294 році заборонив виробництво та продаж спиртних напоїв. Адміністрація Темура не прагнула будь-якою ціною зібрати якомога більше податків, і під час його правління вся імперія Юань кілька разів звільнялася від сплати податків. У 1302 році були введені ставки податку, і збір податків вище встановлених норм був заборонений. При цьому фінансова ситуація держави погіршилася за час правління Темура, грошові резерви зменшилися, що підірвало довіру до паперової валюті.
Після смерті хана Темура на престол зійшов Хайсан (Кулуг-хан). На відміну від свого попередника, він не продовжував справу Хубілая, а скоріше відкидав його. Хайсан вів політику, звану «Новий курс», основою якої була грошова реформа. Під час його короткого правління (1307–1311), уряд Юань зазнавав фінансових труднощів, почасти через неправильні рішення, прийняті Хайсаном. До часу його смерті Китай знаходився у важкому фінансовому становищі, і династія зіткнулася з народним невдоволенням.
Четвертий юаньський імператор Аюрбарібада (Буянт-хан) був компетентним правителем. Він  першим серед наступників Хубілая активно підтримував китайську культуру й переймав її основи китайської, викликавши невдоволення частини монгольської еліти. Аюрбарібада був учнем Лі Мена, конфуціанського вченого. Він провів багато реформ, у тому числі ліквідував Управління державних справ (кит.: 尚书 省), що спричинило страту п'яти вищих чиновників. Починаючи з 1313 року, для майбутніх чиновників були відновлені державні іспити, на яких перевірялися їхні знання найважливіших історичних праць. Крім того при Аюрбарібаді було кодифіковано більшість законів, а також опубліковано або переведено багато китайських книг і робіт.
Шідебала (Геген-хан), син і наступник Аюрбарібади, продовжував політику свого батька щодо реформування уряду на основі конфуціанських принципів за допомогою новопризначеного великого канцлера Байджу.

### Пізня Юань
Останні роки династії Юань були відзначені заколотами і голодом серед населення. З часом спадкоємці хана Хубілая втратили весь свій вплив на інші землі колишньої Монгольської імперії, а монголи за межами Піднебесної бачили в них китайців. Поступово вони втратили вплив у Китаї. Періоди правління імператорів Юань в цей період були короткими, наповненими інтригами і суперництвом. Незацікавлені в управлінні, вони були відокремлені і від армії і від простого народу. Китай роздирали чвари і безладдя; злочинці розоряли країну, не зустрічаючи опору з боку ослаблених юаньських армій.
Незважаючи на достоїнства свого правління Шідебала правив усього протягом двох років (1321–1323); його правління закінчилося в результаті державного перевороту п'яти князів. Вони посадили на трон Єсун-Темура, і після невдалої спроби заспокоїти князів він також був убитий. До правління Єсун-Темура Китай був відносно вільним від великих повстань після правління Хубілая. Спочатку XIV століття кількість повстань зростало. Поява цих повстань і подальше їхнє придушення ускладнювався фінансовими труднощами уряду. Уряд був змушений прийняти деякі заходи щодо підвищення доходів, такі як продаж посад, підвищення податків, а також скорочення витрат за деякими статями.
Коли Єсун-Темур помер у Шанду в 1328 році, Туг-Темур був відкликаний в Даду командувачем Ел-Темуром. Він був поставлений імператором в Даду, в той час як син Єсун-Темур Раджапіка вступив на престол у Шанду за підтримки Даулет-шаха, фаворита покійного імператора. За підтримки князів і чиновників у Північному Китаї і деяких інших членів династії, Туг-Темур в кінцевому підсумку переміг у громадянській війні Раджапіку (1329). Потім Туг-Темур зрікся престолу на користь свого брата Хошіли, підтриманого чагатаїдом Елджігідеєм, і оголосив про намір Даду вітати його. Однак Хошіла раптово помер через 4 дні після бенкету з Туг-Темуром. Імовірно, він був отруєний Ель-Темуром, а Туг-Темур повернувся на трон. Туг-Темур відправив своїх представників у західні монгольські ханства — Золоту Орду і державу Хулагуїдів, щоб його визнали як верховного правителя Монгольського світу. Однак, за великим рахунком, в останні три роки свого правління Туг-Темур був лише маріонеткою могутнього Ель-Темура. Останній провів чистку, усунув тих, хто підтримував Хошілу і передав владу воєначальникам, чиє деспотичне правління чітко позначило занепад династії.
У той час як чиновницький апарат контролювався Ель-Темуром, Туг-Темур уславився своїм культурним внеском. Він прийняв ряд заходів для конфуціанства і просування китайських культурних цінностей. Він протегував китайській мові і заснував Академію Літератури (китайська: 奎章 阁 学士 院). Академія відповідала за збір і публікацію  книг, але найважливішим досягненням було складання величезного інституційного збірника, названого «Цзіншен дадянь» (кит. 经 世 大典). Він підтримував неоконфуціанство Чжу Сі, а сам звернувся в буддизм.
Після смерті Туг-Темура в 1332 році, а за ним, в кінці того ж року, смерті Ірінджібала, 13-річний Тоґон-Темур, останній з дев'яти спадкоємців Хубілая, був відкликаний з Гуансі і вступив на престол. Баян усунув опозицію юному імператору, потім закрив Академію Ханьлінь і скасував іспити на посаду, а в 1340 році був страчений в результаті інтриг. Тогто проявив себе як активний політик: відновив екзаменацію, знизив податки і продовжив будівництво Великого каналу. Коли в 1355 році він також був страчений в результаті інтриг при дворі, центральна влада втратила контроль над країною. Ряд монгольських полководців на півночі вели незалежну політику (в тому числі Болод Темур, Цаган Темур і Хух Темур).
У другій половині правління Тогон-Темура країна перенесла ряд повеней, масовий голод, епідемії, в області державної політики невдоволення інфляцією і примусовими роботами (в тому числі на будівництві каналу). Це послужило підйому національно-визвольного руху на основі есхатологічних настроїв. У 1351 році воно вилилося в так зване Повстання червоних пов'язок. 1356 року один з вождів повстанців, Чжу Юаньчжан (майбутній імператор Хун'у) зайняв Нанкін і створив державний апарат, поширивши свою владу на півдні Китаю і усунувши конкурентів. Після цього міжусобиці серед монгольських владик на півночі Китаю в 1360-х роках звернули на себе увагу Чжу Юаньчжана, і в 1368 році під ударами його військ Пекін упав, а Тоґон-Темур з дружиною і двором втік до північної столиці династії, Шанду. У тому ж році Чжу Юаньчжан переніс свою столицю з Нанкіна до Пекіна і проголосив себе імператором династії Мін. Наступного року він взяв Шанду, а Тоган Темур утік до Інчао (кит. 应 昌), де в 1370 році помер. На престол зійшов його син Аюшірідар, що проголосив еру Північна Юань.
Басалавармі, князь Лян, створив окремий осередок опору силам Мін у провінціях Юньнань і Гуйчжоу, але його війська були остаточно розбиті Мін у 1381 році.

## Вплив
Багато культурного різноманіття склалося за часів династії Юань. Основними культурними досягненнями були розвиток драми та роману, а також посилене використання писемного просторіччя. Політична єдність Китаю та більшої частини Центральної Азії сприяла торгівлі між Сходом та Заходом. Широкі контакти монголів із Західною Азією та Європою спричинили значний культурний обмін. Інші культури та народи Монгольської світової імперії також дуже вплинули на Китай. Це значно полегшило торгівлю по Азії до її занепаду; зв'язок між династією Юань та її союзником та підлеглим у Персії, Ілханатом, спонукав до такого розвитку. Буддизм мав великий вплив на уряд Юань, і тантричний буддизм тибетського обряду суттєво вплинув на Китай у цей період. Мусульмани династії Юань запровадили близькосхідну картографію, астрономію, медицину, одяг та дієту у Східній Азії. Східні культури, такі як морква, ріпа, нові сорти лимонів, баклажанів та динь, високоякісний цукровий пісок та бавовна, були або впроваджені, або успішно популяризовані під час династії Юань.
Для збагачення китайського виконавського мистецтва були запроваджені західні музичні інструменти. З цього періоду датується перехід мусульманами Центральної Азії в іслам дедалі більшої кількості китайців на північному заході та південному заході. Несторіанство та римо-католицизм також користувалися періодом терпимості. Буддизм (особливо тибетський) процвітав, хоча даосизм зазнавав певних переслідувань на користь буддизму з боку уряду Юань. Конфуціанські урядові практики та іспити, засновані на класиці, які не використовувались на півночі Китаю в період роз'єднаності, були відновлені судом Юань, ймовірно, в надії підтримати порядок у суспільстві Хань. Досягнення були досягнуті в галузі туристичної літератури, картографії, географії та наукової освіти.
Деякі китайські інновації та продукція, такі як очищена селітра, техніка друку, порцеляна, гральні карти та медична література, експортувалися до Європи та Західної Азії, тоді як виробництво тонкого скла та перегородки стало популярним у Китаї. Юань справив глибокий вплив на китайську династію Мін. Імператор Мін Чжу Юаньчжан (1368–97) захоплювався об’єднанням монголів Китаю і прийняв його гарнізонну систему.
Окрім давньоримських посольств, перші зареєстровані поїздки європейців до Китаю та назад датуються цим часом. Найвідомішим мандрівником того періоду був венецієць Марко Поло, розповідь якого про його поїздку в "Камбалук", столицю Великого хана, і про життя там вразив людей Європи. Звіт про його подорожі, Il milione (або "Мільйон", відомий англійською як "Подорожі Марко Поло"), з'явився приблизно в 1299 році. Деякі сумнівалися в точності розповідей Марко Поло через відсутність згадки про Велику Китайську стіну , чайні, що було б визначною пам’яткою, оскільки європейці ще не прийняли чайну культуру, а також практику пов’язування ніг жінками у столиці Великого Хана. Однак останні дослідження показують, що розповідь Поло є значною мірою точною та унікальною.
Юань розпочав широкі громадські роботи. Серед найкращих інженерів та вчених Кублай-хана був астроном Го Шуйцзін, якому було доручено багато проектів громадських робіт і допоміг Юаню реформувати місячно-сонячний календар, щоб забезпечити точність 365,2425 днів у році, що було лише 26 секунд від вимірювання сучасного григоріанського календаря. Були реорганізовані та вдосконалені дорожні та водні комунікації. Щоб забезпечити можливий голод, по всій імперії було наказано будувати зерносховища. Місто Пекін було відбудовано з новою територією палацу, що включала штучні озера, пагорби та гори та парки. У період юанів Пекін став кінцевою частиною Великого Китайського каналу, який був повністю оновлений. Ці комерційно орієнтовані вдосконалення заохочували сухопутну та морську торгівлю в Азії та сприяли прямим контактам Китаю з Європою. Китайські мандрівники на Захід змогли надати допомогу в таких областях, як гідротехнічне будівництво. Контакти із Заходом також призвели до введення до Китаю основної продовольчої культури - сорго, а також інших іноземних харчових продуктів та методів приготування.
Династія Юань була першою династією, заснованою не ханьською етнічністю, яка правила усім Китаєм. В історіографії Монголії це, як правило, вважається продовженням Монгольської імперії. Широко відомо, що монголи поклоняються Вічному небу, і згідно з традиційною монгольською ідеологією Юань вважається "початком нескінченної кількості істот, фундаментом миру і щастя, державної влади, мрією багатьох народів, крім цього немає нічого великого чи дорогоцінного ". У традиційній історіографії Китаю, з іншого боку, династія Юань зазвичай вважається законною династією між династією Сун і династією Мін. Зауважимо, однак, династія Юань традиційно часто поширюється на Монгольську імперію до офіційного встановлення Юаня в 1271 році, частково тому, що Кублай офіційно вшановував попередніх правителів Монгольської імперії як імператорів Юанів, надаючи їм посмертні імена та імена храмів. Незважаючи на традиційну історіографію, а також офіційні погляди (включаючи уряд династії Мін, який скинув династію Юань), існують також китайці, які не вважали династію Юань законною династією Китаю, а скоріше як період іноземного панування. Останні вважають, що до Ганса ставились як до громадян другого сорту, і що Китай застоював економічно та науково.
Династія обрала своїм імперським кольором білий колір, який відповідає металевому елементу згідно з теорією П’яти Стихій (вуксинг). Зверніть увагу, що металевий елемент не випливає з династичного елемента Сонг П’ять у послідовності створення п’яти елементів. Натомість це випливає з династичної стихії Землі династії Цзінь. Незважаючи на те, що Юань не оголошував про це відкрито, його вибір білого кольору як імперського кольору свідчить про те, що він вважав Цзінь іншою завойовницькою династією, а не династією Хань-Китайська Сун, своєю законною попередницею.
Драконовий одяг Імператорського Китаю використовували Ільханіди, китайський титул Хуанді (Імператор) використовували Ільханіди через сильний вплив на монголів китайської системи політики. Печатки з китайськими ієрогліфами створювали самі Ільханіди, крім печаток, отриманих ними від династії Юань, що містять посилання на китайську урядову організацію.

## Уряд
Структура уряду Юань склалася під час правління Кублай-хана (1260–1294). Незважаючи на те, що відбулися деякі зміни, такі як функції певних установ, основні компоненти урядової бюрократії залишалися недоторканими від початку до кінця династії в 1368 році.
Система бюрократії, створена Кублай-ханом, відображала різні культури в імперії, в тому числі Гансу, Хітанам, Юрченам, Монголам і Тибетським Буддистам. Хоча офіційна термінологія цих установ може вказувати на те, що урядова структура була майже виключно структурою корінних династій Китаю, бюрократія Юань насправді складалася з поєднання елементів різних культур. Елементи бюрократії в китайському стилі в основному походили з місцевих династій Тан, Сун, а також з династій Хітан Ляо та Юрчен Цзінь. Китайські радники, такі як Лю Бінчжун і Яо Шу, надали сильний вплив на ранній суд Кублая, а центральне урядове управління було створено протягом першого десятиліття правління Кублай. Цей уряд прийняв традиційний китайський тристоронній розподіл повноважень між цивільними, військовими та цензурними бюро, включаючи Центральний секретаріат (Чжуншу Шен) для управління цивільними справами, Тайну раду (樞密院; Шумі Юан) для управління військовими справами та Цензура для проведення внутрішнього нагляду та інспекції. Однак фактичні функції як центральних, так і місцевих державних установ продемонстрували значне збіг між цивільною та військовою юрисдикціями через монгольську традиційну залежність від військових установ та служб як основи управління. Тим не менше, у Китаї була створена така цивільна бюрократія, при якій Центральний секретаріат був найвищою установою, яка відповідала (прямо чи опосередковано) за більшість інших державних установ (таких як традиційні шість міністерств за китайським зразком). У різні часи була створена інша центральна державна установа, що називалася Департамент державних справ (Шаншу Шен), яка займалася в основному фінансами (наприклад, під час правління Кюлюга-хана або імператора Узунга), але, як правило, незабаром від неї відмовлялися.
Хоча існування цих центральних урядових відомств і Шість міністерств (які були введені ще з династій Суй і Тан) давали синіцизований імідж в адміністрації Юаня, фактичні функції цих міністерств також відображали, як монгольські пріоритети та політика переформували та перенаправили установи. Наприклад, повноваження правової системи Юань, Міністерства юстиції, не поширювались на судові справи за участю монголів та Семурена, які мали окремі суди. Справи за участю представників кількох етнічних груп вирішували змішані колегії, що складалися з китайців та монголів. Іншим прикладом стала незначність військового міністерства порівняно з корінними династіями Китаю, оскільки справжній військовий авторитет у часи юанів проживав у Таємній раді.
Королівством Кочо, королівством Далі, вождівством Бочжоу, іншими царствами Тусі та Горьо керували королі всередині імперії Юань.

## Суспільство

### Імператорський спосіб життя
З моменту свого винаходу в 1269 р. «Письмо Фаг-па», уніфіковане письмо для написання монгольської, тибетської та китайської мов, зберігалося при дворі до кінця династії. Більшість імператорів не могли володіти письмовою китайською мовою, але загалом вони могли добре розмовляти цією мовою. Монгольський звичай тривалого союзу квід / шлюбів з монгольськими кланами, Онггіратом та Ікересом зберігав імперську кров суто монгольською до правління Туга Темура (імператора Веньцзона), мати якого була наложницею Тангута. Монгольські імператори побудували великі палаци та павільйони, але деякі все ще продовжували жити часом кочовиками. Туг Темур був прикладом імператора юанів, який активно спонсорував культурну діяльність; в тому числі в його імперській якості та в його особистій діяльності, такі як написання віршів, живопис, читання класичних китайських текстів та замовлення складання книг.
Пересічна монгольська сім'я гарнізону з династії Юань, здається, прожила життя, що розкладається, у сільському дозвіллі, а доходи від врожаю їхніх китайських орендарів поїдаються за рахунок витрат на спорядження та відправлення чоловіків під час виконання службових обов'язків. Монголи практикували боргове рабство, і до 1290 року у всіх частинах Монгольської імперії простолюди продавали своїх дітей у рабство. Вважаючи це шкодою для монгольської нації, Кублай у 1291 р. Заборонив продаж монголів за кордон. Кублай хотів переконати китайців у тому, що він стає дедалі синітизованішим, зберігаючи при цьому монгольські повноваження у власного народу. Він створив цивільну адміністрацію для управління, побудував столицю в Китаї, підтримав китайські релігії та культуру і розробив відповідні економічні та політичні інститути для суду. Але в той же час він ніколи не відмовлявся від своєї монгольської спадщини.

### Культура
Під час династії Юань відбувалися або продовжувались розвиватися різні важливі події в мистецтві, включаючи галузі живопису, математики, каліграфії, поезії та театру, і сьогодні відомі багато великих художників і письменників. Завдяки об’єднанню живопису, поезії та каліграфії в цей час багато художників, які практикували ці різні заняття, були одними і тими ж людьми, хоча, можливо, більш відомими за однією сферою своїх досягнень, ніж інші. Часто з точки зору подальшого розвитку пейзажного живопису, а також класичного поєднання мистецтв живопису, поезії та каліграфії, династія Сун і династія Юань пов'язані між собою.
У китайському живописі за династії Юань було багато відомих живописців. У галузі каліграфії багато видатних каліграфів були епохою династії Юань. У поезії юанів головним розвитком було qu, яке використовували серед інших поетичних форм більшість відомих поетів юанів. Багато поетів також брали участь у великих подіях театру в цей час, і навпаки, люди, важливі для театру, стали відомими завдяки розвитку санк-типу qu. Одним із ключових факторів у поєднанні естрадного шоу zaju було включення поезії як класичної, так і нової форми qu. Однією з важливих культурних подій в епоху юанів було об’єднання поезії, живопису та каліграфії в єдиний твір, який, як правило, спадає на думку, коли люди думають про класичне китайське мистецтво. Іншим важливим аспектом часів юанів є все більша інкорпорація тогочасної, простонародної китайської мови як до форми віршів qu, так і до естрадного шоу. Іншим важливим фактором, що стосується мистецтв та культури династії Юань, є те, що стільки її збереглося в Китаї, порівняно з творами династії Тан та династії Сун, які часто краще зберігалися в таких місцях, як Японія, Шосінь.

### Релігія
За часів династії Юань існувало багато релігій, таких як буддизм, іслам, християнство та маніхейство. Створення династії Юань різко збільшило кількість мусульман у Китаї. Однак, на відміну від західних ханств, династія Юань ніколи не приймала іслам. Натомість Кублай-хан, засновник династії Юань, підтримував буддизм, особливо тибетські варіанти. В результаті тибетський буддизм утвердився як фактична державна релігія. Департамент найвищого рівня та урядова установа, відома як Бюро з питань буддизму та тибетських справ (Xuanzheng Yuan), була створена в Ханбаліку (сучасний Пекін) для нагляду за буддистськими ченцями по всій імперії. Оскільки Кублай-хан лише поважав секту Сак'я тибетського буддизму, інші релігії стали менш важливими. Він та його наступники тримали при дворі імператорського наставника Сакья (Діші). До кінця династії Юань 14 лідерів секти Сак'я займали посаду Імператорського Наставника, користуючись тим самим особливою владою. Крім того, монгольське покровительство буддизму призвело до ряду пам’яток буддистського мистецтва. Монгольські буддистські переклади, майже всі з тибетських оригіналів, розпочались у великих масштабах після 1300 року. Багато монголів вищого класу, такі як дворяни Джалайір та Оронар, а також імператори також протегували конфуціанським вченим та установам. Значна кількість конфуціанських та китайських історичних творів була перекладена монгольською мовою.
У той же час монголи ввозили мусульман із Середньої Азії, щоб вони служили адміністраторами в Китаї, а також монголи направляли з Китаю Ганса і Хітанів, щоб вони служили адміністраторами мусульманського населення в Бухарі в Центральній Азії, використовуючи іноземців для обмеження влади місцевих народів. обох земель.
Чингісхан та наступні імператори юанів забороняли ісламські практики, такі як різання Халяль, примушування монгольських методів різання тварин на мусульман та інші обмежувальні ступені продовжувались. Мусульманам довелося забивати овець таємно. Чингісхан прямо назвав мусульман та євреїв "рабами" і вимагав, щоб вони дотримувались монгольської їжі, а не халяльної. Обрізання також було заборонено. Мондеї також постраждали і заборонили їсти кошерну їжу.

## Наука і технології

### Математика
Досягнення поліноміальної алгебри були досягнуті математиками в епоху юанів. Математик Чжу Шицзе (1249–1314) розв’язував одночасні рівняння з чотирма невідомими, використовуючи прямокутний масив коефіцієнтів, еквівалентний сучасним матрицям. Чжу використовував метод усунення, щоб звести одночасні рівняння до одного рівняння з одним невідомим. Його метод описаний у «Нефритовому дзеркалі чотирьох невідомих», написаному в 1303 р. На початкових сторінках є схема трикутника Паскаля. Підсумовування скінченного арифметичного ряду також висвітлено в книзі.
Го Шуйцзін застосовував математику до побудови календарів. Він був одним з перших математиків у Китаї, який працював над сферичною тригонометрією. Го вивів кубічну формулу інтерполяції для своїх астрономічних розрахунків. Його календар, Шуші Лі (《授 時 暦》; Календар надання часу), був розповсюджений у 1281 році як офіційний календар династії Юань. Можливо, на календар вплинули винятково роботи астронома династії Сун Шень Куо або, можливо, роботи арабських астрономів. У календарі Шуші немає явних ознак впливу мусульман, але, як відомо, монгольські правителі цікавились мусульманськими календарями. Математичні знання з Близького Сходу були введені в Китай за часів монголів, а мусульманські астрономи привезли арабські цифри до Китаю в 13 столітті.

### Препарати
Лікарі суду Юань походили з різних культур. Цілителі були розділені на немонгольських лікарів, яких називали отачі, і традиційних монгольських шаманів. Монголи характеризували лікарів отачі використанням рослинних засобів, що відрізнялося від духовного лікування монгольського шаманізму. Лікарі отримали офіційну підтримку від уряду Юань і отримали спеціальні юридичні привілеї. Кублай створив Імператорську медичну академію для управління медичними трактатами та навчання нових лікарів. Конфуціанських вчених приваблювала медична професія, оскільки вона забезпечувала високий дохід, а медична етика була сумісна з конфуціанськими чеснотами.
У китайській медичній традиції Юань існували "Чотири Великі Школи", які Юань успадкувала від династії Цзінь. Усі чотири школи базувались на одній інтелектуальній основі, але відстоювали різні теоретичні підходи до медицини. За часів монголів практика китайської медицини поширилася на інші частини імперії. Китайські лікарі були залучені до військових походів монголами, коли вони розширювались на захід. Китайські медичні методи, такі як акупунктура, прижигання, пульс-діагностика та різні рослинні препарати та еліксири, передавалися на захід на Близький Схід та решту імперії. У період юанів було зроблено кілька медичних досягнень. Лікар Вей Ілінь (1277–1347) винайшов суспензійний метод для зменшення вивихів суглобів, який виконував із застосуванням анестетиків. Монгольський лікар Ху Сіхуей описав важливість здорового харчування в медичному трактаті 1330 року.
Західна медицина також практикувалася в Китаї несторіанськими християнами при дворі Юань, де її іноді позначали як хуйхуй або мусульманська медицина. Несторіанський лікар Ісус-тлумач заснував Канцелярію західної медицини в 1263 році під час правління Кублая. Лікарі Хуейхуей, які працюють у двох імператорських лікарнях, відповідали за лікування імператорської сім'ї та членів суду. Китайські лікарі виступали проти західної медицини, оскільки її гуморальна система суперечила філософії інь-янь і вуксу, що лежить в основі традиційної китайської медицини. Жоден китайський переклад західних медичних праць не відомий, але цілком можливо, що китайці мали доступ до «Канону медицини» Авіценни.

### Друк та видавнича справа
Монгольські правителі протегували друкарській галузі Юаня. Китайська технологія друку була передана монголам через посередників Королівства Кочо та Тибету. Деякі документи юанів, такі як Нонг Шу Ван Чжена, були надруковані на глиняному посуді рухомого шрифта - технології, винайденої в 12 столітті. Однак більшість опублікованих робіт все-таки були виготовлені за допомогою традиційних методів друку блоком. Публікація даоського тексту з написом Терегена Хатуна, дружини Угедея, є однією з перших друкованих робіт, спонсорованих монголами. У 1273 році монголи створили Дирекцію імператорської бібліотеки - друкарню, що фінансується урядом. Уряд Юаня створив центри друкарства по всьому Китаю. Місцеві школи та державні установи фінансувались для підтримки видання книг.
За часів юанів процвітав і приватний поліграфічний бізнес. Вони опублікували різноманітний спектр творів та надрукували навчальні, літературні, медичні, релігійні та історичні тексти. Обсяг друкованих матеріалів був величезним. У 1312 р. У межах Пекіна було надруковано 1000 примірників буддистського тексту, коментованого Косгі Одсіром. До 1328 р. Річний обсяг продажів друкованих календарів та альманахів сягнув понад трьох мільйонів у династії Юань.
Одним з найбільш помітних застосувань друкарської техніки було Цзяочао, паперові гроші юанів. Цзяочао виготовляли з кори шовковиці. Уряд Юаня використовував дерев’яні бруски для друку паперових грошей, але в 1275 році перейшов на бронзові пластини. Монголи експериментували зі створенням паперової грошової системи за китайським зразком на контрольованих монголами територіях за межами Китаю. Юаньського міністра Болада відправили в Іран, де він пояснив юанівські паперові гроші суду Іл-ханства Гайхату. Уряд Іл-ханства випустив паперові гроші в 1294 році, але недовіра громадськості до екзотичної нової валюти прирекла експеримент.
Іноземні спостерігачі взяли до відома технологію друку юанів. Марко Поло задокументував друк юанівських паперових грошей та памфлетів про альманах під назвою tacuini. Візир Рашид аль-Дін визнав, що друк є цінним технологічним проривом, і висловив жаль, що монгольський експеримент із друкуванням паперових грошей провалився в мусульманському світі. Погляд Рашид-аль-Діна не поділяли інші літописці на Близькому Сході, які критикували руйнівний вплив експерименту на Іл-ханство.

### Кераміка
У китайській кераміці цей період став експансією, завдяки великим інноваціям, в Цзінджечжені розроблено посуд з підглазурованої фарбованої синьо-білої кераміки. Здається, це почалося в перші десятиліття XIV століття, а до кінця династія була зрілою та усталеною. Інші основні типи виробів продовжувались без різкої перерви у своєму розвитку, але існувала загальна тенденція до деяких деталей більшого розміру та більшої кількості оздоблення. Це часто сприймається як відмова від вдосконалення пісні. Експорт значно розширився, особливо в ісламський світ.

## Культура
Не з'являються нові жанри у літературі та мистецтві. Втім дедалі популярнішими стають романи та театральні вистави. Саме за часів Юань набула розвитку драматургія, так звана юанська драма (цзацзюй). Деякі вистави були досить довгими, найбільша з них тяглася близько 2 років. Класиком юанської драми вважається Ґуань Ханьцін. Також відомими драматургами цього періоду були Ван Шифу, Бо Пу. Продовжуються традиції каліграфії (Канлі Няоняо, Ян Вейчжень). Провідними художниками цієї епохи були Ван Мен, Ґао Кеґун, Ні Цзань, У Чжень, Садула, Хуан Гунван, Чжао Менфу, Шен Мао, Ван І, Жень Женьфа, Ван Мянь, Ке Цзюси, Тан Ді, Лю Ґуаньдао. Найзначущим архітектором і скульптором був Ажаніко, якого запрошено з Непалу за рекомендацією Пагба-лами.

## Імператори
- Хубілай
- Тимур
- Хайсан
- Аюрбарібада
- Шідебала
- Єсун-Темур
- Раджапіка
- Хошіла
- Туг-Темур
- Ірінджібал
- Тоґон-Темур